# Túnel ferroviario de Somport
El túnel ferroviario de Somport es un túnel con una longitud de 7874 metros que anteriormente se utilizaba en la línea ferroviaria Pau-Canfranc. Las estaciones más cercanas al túnel son las de Canfranc por el lado español y Urdos por el lado francés.

## Datos

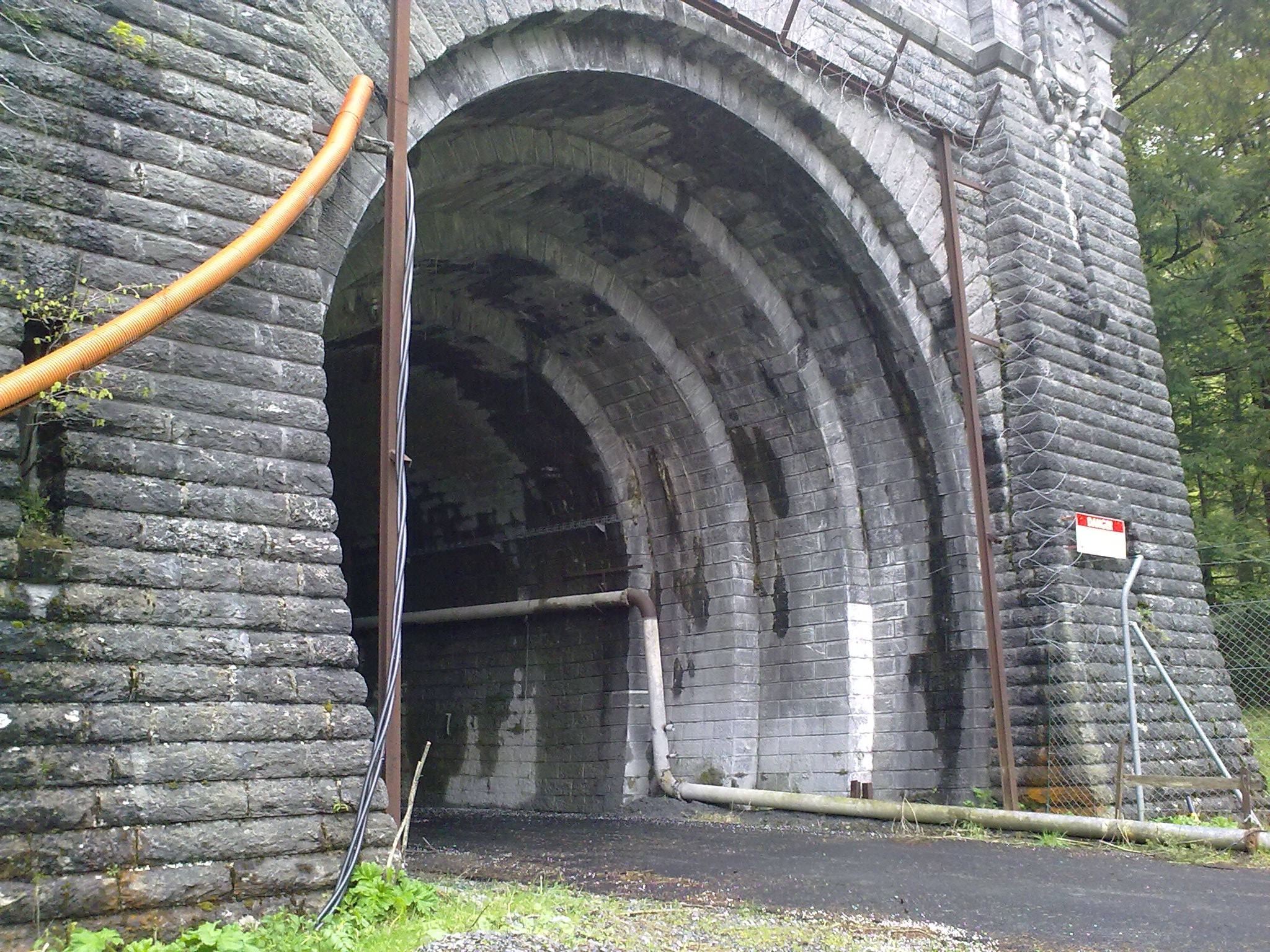
Entrada del túnel de Somport por el lado francés.

El túnel tiene una longitud total de 7874 metros, de los cuales 4714 se encuentran en el lado español y 3160 en el lado francés. La perforación de la mitad de la infraestructura costó en España nueve millones de pesetas de la época, pero el coste del lado francés superó esta cifra.

## Historia
Entre 1900 y 1910 las compañías del Norte de España y el Midi francés crearon el proyecto de la línea. El túnel se empezó a construir el año 1908. En el año 1911 se otorgó la concesión del
aprovechamiento de agua (600 litros por segundo) del río Aragón, en el término de Canfranc, para establecer un salto productor de energía eléctrica destinado a las obras del túnel. Las obras duraron hasta el año 1914, puesto que Francia participó en la Primera Guerra Mundial y por este motivo pararon las obras. El ferrocarril empezó a circular el año 1928.
La línea, y por lo tanto el túnel, dejaron de funcionar en marzo de 1970.
Desde del año 1985 alberga las instalaciones del Laboratorio Subterráneo de Canfranc, dedicado principalmente al estudio de la materia oscura.